# Equisetum telmateia
Equisetum telmateia là một loài dương xỉ trong họ Equisetaceae. Loài này được Ehrh. mô tả khoa học đầu tiên năm 1783.

## Hình ảnh

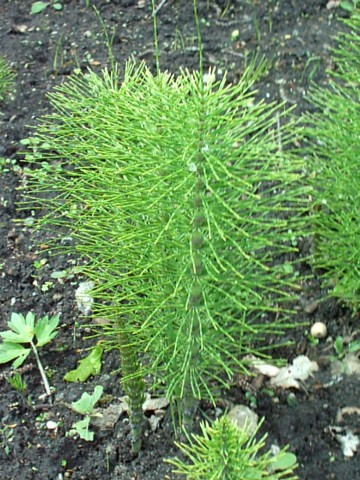
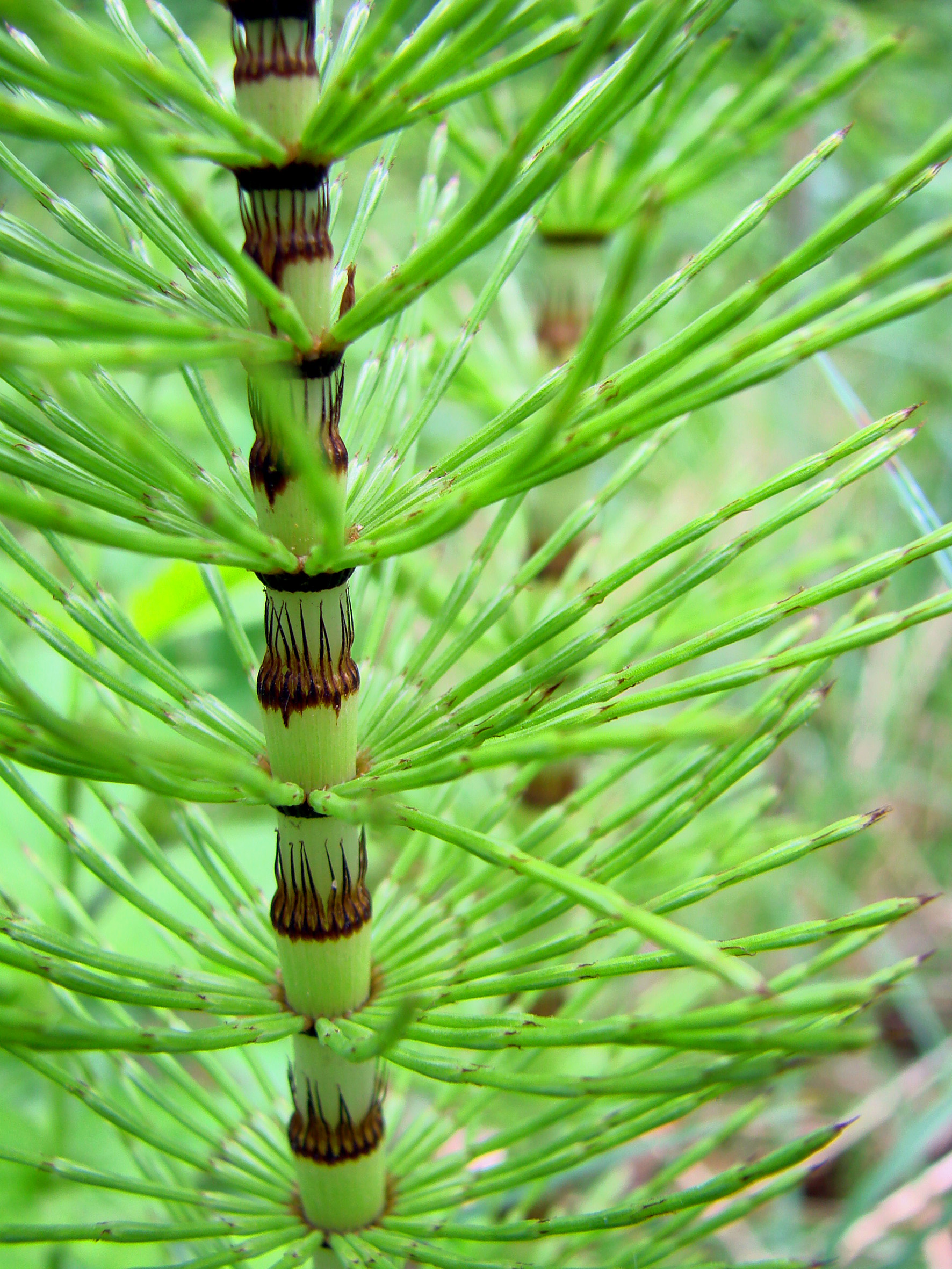
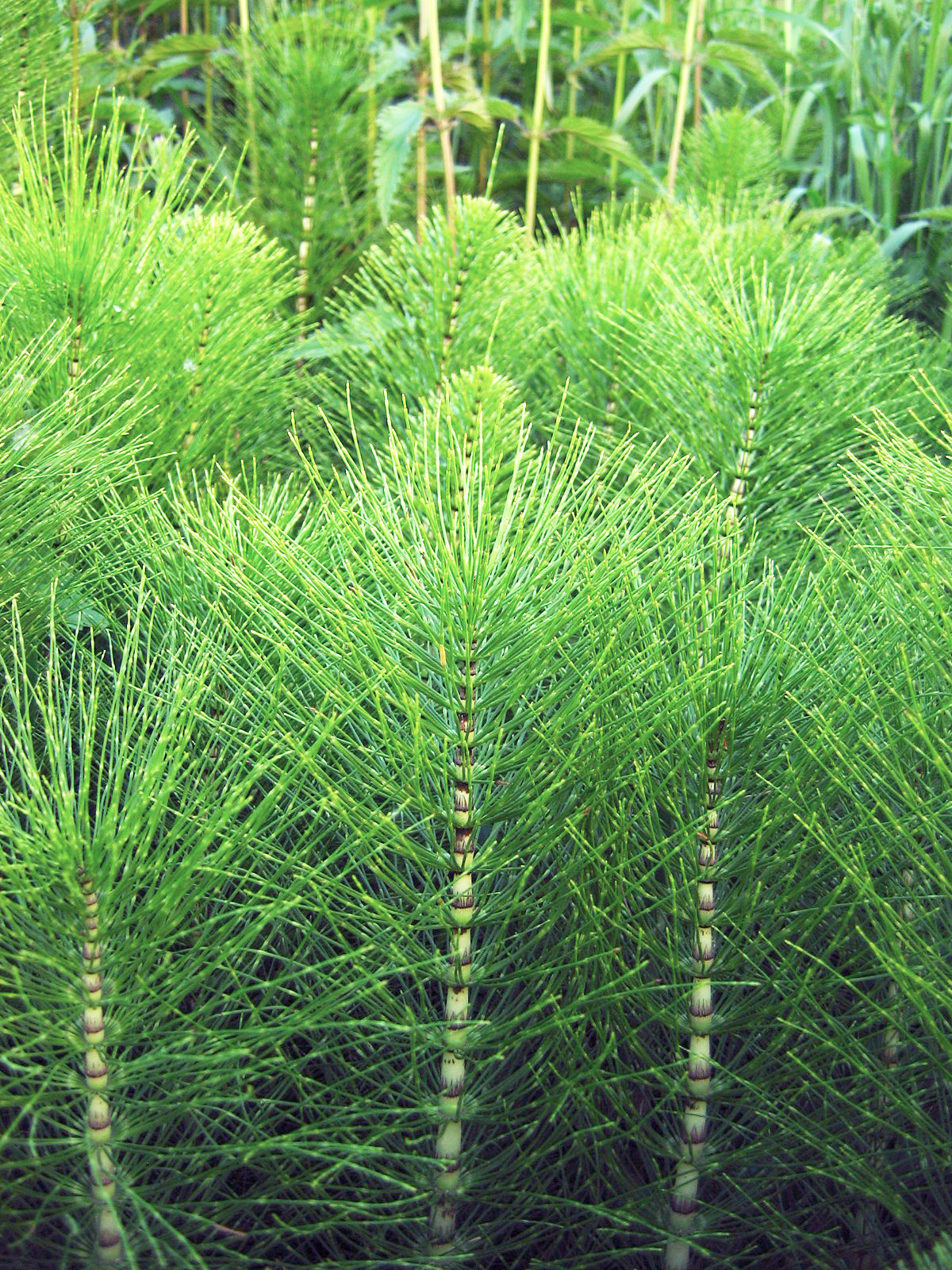
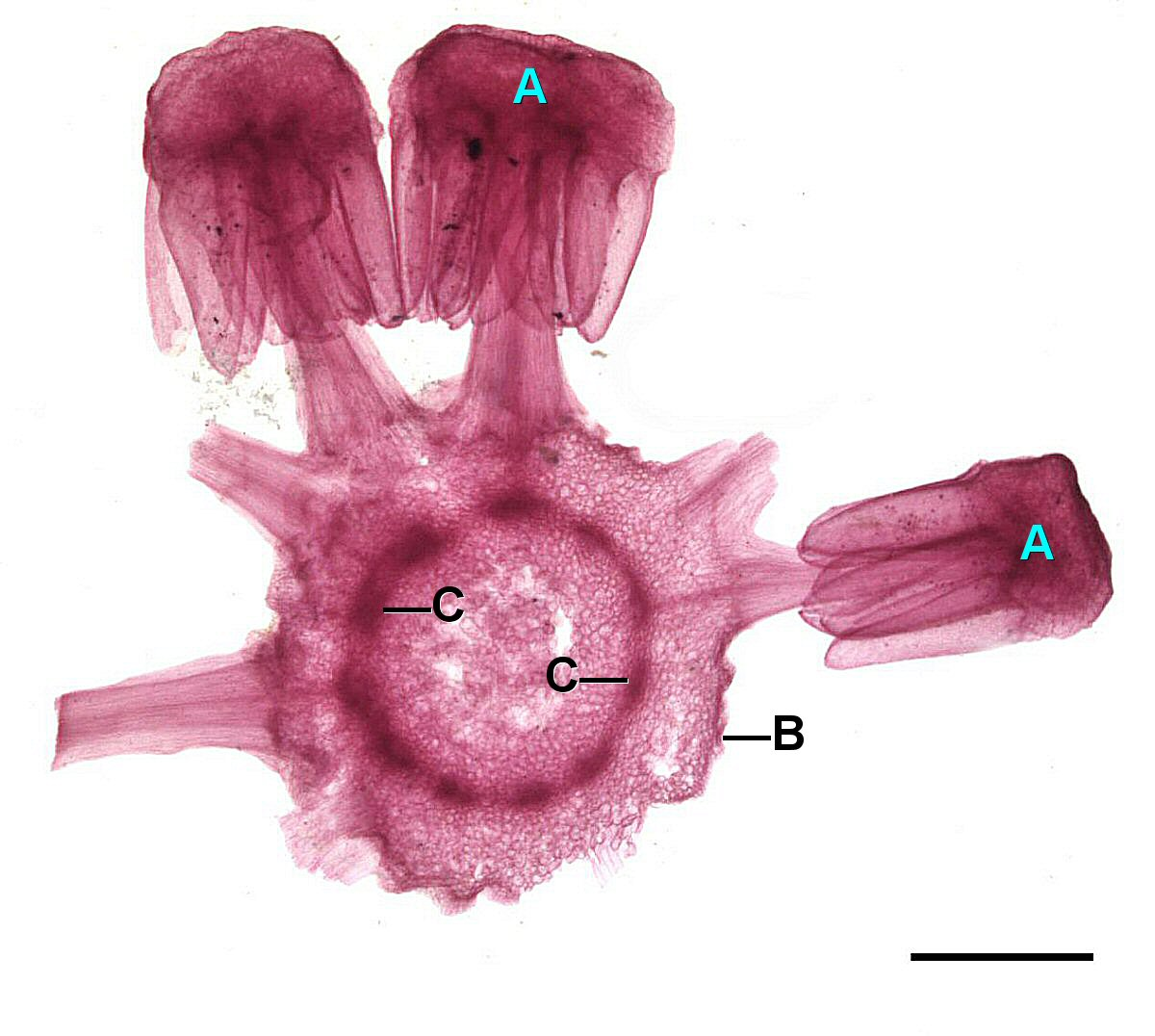